# 가브리엘 마르티넬리
가브리에우 치오도루 마르티넬리 시우바(Gabriel Teodoro Martinelli Silva, 2001년 6월 18일, 구아룰류스 ~)는 브라질의 축구 선수로, 포지션은 공격수이다. 현재 잉글랜드 프리미어리그의 아스널에서 활약하고 있다.

## 국제 경력
마르티넬리는 브라질에서 태어 났으며 그의 아버지를 통해 이탈리아 출신이다. 그는 이중 브라질-이탈리아 시민권을 보유하고 있다. 2019년 5월 20일, 마르티넬리는 2019 코파 아메리카를 위한 준비 훈련을 완료하기 위해 브라질 국가대표팀 감독 Tite의 소집을 받았다. 2019년 11월, 마르티넬리는 스페인에서 열린 유나이티드 국제 축구 페스티벌에 브라질 U-23 국가대표로 출전했다.
2021년 7월 2일 마르티넬리는 2020년 하계 올림픽 브라질 대표팀 명단에 이름을 올렸다. 8월 3일, 마르티넬리는 올림픽 준결승에서 멕시코를 꺾는 데 도움이 되는 브라질의 두 번째 페널티킥을 득점했고, 4일 후 결승전에서 브라질이 스페인을 꺾고 금메달리스트가 되었다.
그는 2022년 3월 11일 칠레 및 볼리비아와의 2022 FIFA 월드컵 예선전을 위해 25인 브라질 시니어 대표팀에 이름을 올렸다. 마르티넬리는 마라카나 스타디움(Maracana Stadium)에서 열린 칠레와의 경기에서 브라질이 4-0으로 승리한 경기의 마지막 14분 경기에 비니시우스 주니어(Vinícius Júnior)의 벤치에서 나와 국가대표 데뷔전을 치렀다.
2022년 11월 7일, 마르티넬리는 2022년 FIFA 월드컵 스쿼드에 이름을 올렸다.

## 국가대표 경력
- 2021 하계 올림픽
- 2022 FIFA 월드컵
- 2024 코파 아메리카

## 수상

#### 아스날
- FA컵 : 2019-20
- FA 커뮤니티쉴드 : 2020

#### 브라질
- 하계 올림픽 금메달 : 2021

### 개인
- 캄페오나투 파울리스타 올해의 팀 : 2019
- 캄페오나투 파울리스타 최우수 영플레이어 : 2019